# 羽田大人
羽田 大人（はた の うし）は、飛鳥時代の人物。旧仮名遣いでの読みは同じ。姓（カバネ）は公。羽田矢国の子。672年の壬申の乱で大海人皇子（天武天皇）側に寝返った。

## 経歴
壬申の乱が勃発した際、父と共に従軍し、山部王、蘇我果安、巨勢比等（巨勢人）が率いた数万の軍の中にあった。この軍は、琵琶湖東岸を進んで美濃国の不破にある大海人皇子の本拠を攻撃しようとしたが、7月2日頃に山部王があとの二人の将に殺されたため混乱して止まった。このとき、近江の将軍・羽田公矢国とその子・大人らは己の族を率いて大海人皇子側に寝返った。矢国は将軍としてただちに北越に行くよう命じられ、7月22日に三尾城を攻略した。大人については他に記録がない。